# Fachwirt für Informationsdienste
Fachwirt für Informationsdienste ist ein öffentlich-rechtlich anerkannter Abschluss auf Meisterebene, der nach einer erfolgreich absolvierten branchenbezogenen kaufmännischen Aufstiegsfortbildung gemäß Berufsbildungsgesetz vergeben wird. 
Für die Weiterbildungsprüfung zum Fachwirt für Informationsdienste gibt es keine bundeseinheitlichen rechtlichen Regelungen. Deshalb gibt es aktuell zwei Weiterbildungsangebote von unterschiedlicher Dauer mit verschiedenen Curricula in den Bundesländern Hessen und Nordrhein-Westfalen.

## Geschichte
Im August 2004 schlugen der Deutsche Industrie- und Handelskammertag (DIHK) und die Vereinte Dienstleistungsgewerkschaft (ver.di) vor, auf Grundlage von § 46 Abs. 1 Berufsbildungsgesetz einen Fortbildungsabschluss zum Fachwirt für Medien- und Informationsdienste zu schaffen. Mehrere Fachverbände diskutierten und kritisierten daraufhin die Prüfungsordnungen, die Rahmenbedingungen, den Fächerkanon und die tariflichen Erwartungen. So verweigerte der Berufsverband Information Bibliothek (BIB) die Zustimmung zu dieser Fortbildung: 

„Das Verfahren zur Implementierung des "Fachwirtes für Informationsdienste" (ver.di/DIHK) wird vom BIB aus den oben angeführten Gründen nicht mitgetragen. Diese Empfehlung geht auch an den bibliothekarischen Dachverband.“

Auch andere Verbände äußerten 2006 Kritik.
Die Fortbildung zum Fachwirt für Informationsdienste wurde schließlich am 1. Januar 2008 in Hessen geschaffen. Es ist eine berufsbezogene Aufstiegsfortbildung zum dreijährigen Ausbildungsberuf Fachangestellter für Medien- und Informationsdienste auf Grundlage des Berufsbildungsgesetzes. Die Fortbildungsdauer beträgt 2 bis 2½ Jahre, und man schließt mit einer öffentlich-rechtlichen Fortbildungsprüfung zum Fachwirt für Informationsdienste ab.
Im November 2012 begann auch NRW mit eigenem Curriculum die Fachwirt-Weiterbildung, organisiert durch die Fachhochschule Köln.
2013 veröffentlichte der BIB schließlich eine positivere Stellungnahme zum Fachwirt.

## Hessen

### Ziele und Voraussetzungen
Der Unterricht findet beim Hessischen Verwaltungsschulverband am Verwaltungsseminar Frankfurt am Main statt. Zuständige Stelle ist das Regierungspräsidium Gießen. Ziel der Aufstiegsfortbildung ist die Wahrnehmung komplexerer und verantwortungsvollerer Aufgaben in den Bereichen Archivwesen, Bibliothek,  Bildagenturen und Medizinische Dokumentation mit größerem Schwierigkeitsgrad. Voraussetzungen für diese Fortbildung sind die Ausübung einer praktischen Tätigkeit nach  Ausbildungsende von 2½ bis 4½ Jahren und die Teilnahme am Vorbereitungslehrgang.

### Ausbildung
Themenschwerpunkte im Lehrplan und somit auch in der schriftlichen Prüfung sind:
- Aspekte der Volks- und Betriebswirtschaft, Recht und Steuern
- Organisation, Informationsmanagement, Rechnungswesen und Controlling
- Personalwirtschaft, Führung und Kommunikation
- Informationsprozesse und Informationssysteme, Berufsspezifisches Recht
- Archivieren, Erhalten, Sichern und Vermitteln von Informationen und Dokumenten

In der Fortbildungsprüfung sind fünf schriftliche Aufsichtsarbeiten anzufertigen. Im Rahmen des praktischen Prüfungsteils ist von jedem Prüfling eine Projektarbeit zu erstellen, die in einer Präsentation vor dem Prüfungsausschuss vorzustellen ist. Daran schließt das Fachgespräch an.

## Nordrhein-Westfalen

### Ziele und Voraussetzungen
Die Weiterbildung wird vom Zentrum für Bibliotheks- und Informationswissenschaftliche Weiterbildung (ZBIW) an der Fachhochschule Köln durchgeführt und findet an verschiedenen Lernorten statt. Die zuständige Stelle ist die Bezirksregierung Köln. Die Qualifikation soll den Teilnehmern die Möglichkeit bieten, sich zukunftsorientiert auf neue berufliche Aufgabenfelder und Herausforderungen vorzubereiten, aktuelles berufliches Handlungswissen zu erwerben, persönliche Stärken auszubauen und neue Perspektiven zu entwickeln. 
Zugangsvoraussetzung ist eine einjährige Berufserfahrung für Fachangestellte für Medien- und Informationsdienste oder eine fünfeinhalbjährige einschlägige Berufserfahrung für Absolventen anderer Ausbildungen.

### Ausbildung
- Grundlagen, Struktur und Entwicklung des Informationswesens,
- Recht im beruflichen Kontext,
- Organisation und Management in Einrichtungen des Informationswesens,
- Produkte und Dienstleistungen in Einrichtungen des Informationswesens,
- Informations- und Benutzungsdienste,
- Methodische und redaktionelle Bearbeitung komplexer berufspraktischer Themen.